# Списак супруга српских владара
Следи списак српских владарки од најстарије историје Срба до пада Краљевине Југославије.

## Србија пре Немањића
| Слика | Име               | Отац                  | Рођење    | Брак    | Постала владарка | Престала да влада        | Смрт              | Супружник                 |
| ----- | ----------------- | --------------------- | --------- | ------- | ---------------- | ------------------------ | ----------------- | ------------------------- |
|       | Теодора Косара    | Самуило               | -         | -       | -                | 22. мај 1016.            | -                 | Јован Владимир            |
|       | Неда              | -                     | -         | -       | 1043.            | 1046.                    | 1046.             | Стефан Војислав           |
|       | Мономахина        | Константин IX Мономах | -         | -       | -                | 1081.                    | -                 | Михаило Војислављевић     |
|       | Јаквинта Баријска | -                     | -         | -       | 1081.            | око 1130.                | -                 | Константин Бодин          |
|       | Ана Диогенеса     | Константин Диоген II  | пре 1075. | 1112.   | 1112.            | 1140.                    | -                 | Урош I Вукановић          |
|       | Ана Немањић       | -                     | -         | 1166.   | 1166.            | 1196.                    | -                 | Стефан Немања             |
|       | Евдокија Анђел    | Алексије III Анђео    | -         | 1186—91 | 1196.            | после 1198. или 1201/02. | 1211, или касније | Стефан Немањић            |
|       | Десислава         | -                     | -         | -       | 1186.            | 1189.                    | -                 | Михајло III Војислављевић |

## Српске краљице

### Династија Немањића, (1217—1365)
| Слика | Име                      | Отац                 | Рођење    | Брак             | Постала владарка   | Престала да влада   | Смрт               | Супружник                |
| ----- | ------------------------ | -------------------- | --------- | ---------------- | ------------------ | ------------------- | ------------------ | ------------------------ |
|       | Ана Дандоло              | Раинеро Дандоло      | -         | 1216/1217        | 1217.              | 24. септембар 1228. | 1264.              | Стефан Немањић           |
|       | Ана Анђео Комнин Дука    | Теодор Комнин Дука   | -         | 1219/20          | 24. септембар 1228 | 1233/4              | 1258.              | Радослав Немањић         |
|       | Белосава Бугарска        | Јован Асен II        | -         | 1233.            | 1233/4             | 1243.               | након 1285.        | Владислав Немањић        |
|       | Јелена Анжујска          | (Капети)             | 1236.     | 1245/1250        | 1245/1250          | лето 1276.          | 8. фебруар 1314.   | Стефан Урош I            |
|       | Каталина Арпад           | Стефан V Угарски     | 1256.     | 1268—1271        | лето 1276.         | 1282.               | након 1314.        | Драгутин Немањић         |
|       | Тесалка непознатог имена | Јован I Анђео        | -         | 1273/76          | 1282.              | 1284.               | након 1294.        | Милутин Немањић          |
|       | Јелисавета Арпад         | Стефан V Угарски     | 1255.     | 1283.            | 1283.              | 1284.               | 1313/26            | Милутин Немањић          |
|       | Ана Тертер               | Ђорђе I Бугарски     | 1256.     | 1284.            | 1284.              | 1299.               | након 1304.        | Милутин Немањић          |
|       | Симонида Немањић         | Андроник II Палеолог | 1289—1294 | 1299.            | 1299.              | 29. октобар 1321.   | 1340.              | Милутин Немањић          |
|       | Теодора Смилец           | Смилец               | -         | 24. август 1296. | 29. октобар 1321.  | 20. децембар 1322.  | 20. децембар 1322. | Стефан Урош III Дечански |
|       | Марија Палеолог          | Јован Палеолог       | 1313/14   | 1325/26          | 1325/26            | 8. септембар 1331.  | 1355.              | Стефан Урош III Дечански |
|       | Јелена Бугарска          | Страцимир Крански    | -         | 19. април 1332.  | 19. април 1332.    | 16. април 1346.     | 1374.              | Душан Силни              |

## Царица Срба и Грка

### Династија Немањића, (1346—1371)
| Слика | Име             | Отац               | Рођење | Брак            | Постала владарка | Престала да влада  | смрт  | Супружник     |
| ----- | --------------- | ------------------ | ------ | --------------- | ---------------- | ------------------ | ----- | ------------- |
|       | Јелена Бугарска | Страцимир Крански  | -      | 19. април 1332. | 16. април 1346.  | 20. децембар 1355. | 1374. | Душан Силни   |
|       | Ана Басараб     | Александар Бесараб | -      | јул 1360.       | јул 1360.        | 4. децембар 1371.  | -     | Стефан Урош V |

### Мрњавчевићи, (1365—1395)
| Слика               | Име               | Отац            | Рођење | Брак | Постала владарка       | Престала да влада   | Смрт | Супружник          |
| ------------------- | ----------------- | --------------- | ------ | ---- | ---------------------- | ------------------- | ---- | ------------------ |
|                     | Јелена Мрњавчевић | -               | -      | -    | август/септембар 1365. | 26. септембар 1371. | -    | Вукашин Мрњавчевић |
|                     | Јелена Хлапена    | Радослав Хлапен | -      | -    | 1366.                  | -                   | -    | Марко Мрњавчевић   |
| 26. септембар 1371. | Јелена Хлапена    | Радослав Хлапен | -      | -    |                        | -                   | -    | Марко Мрњавчевић   |
|                     | Тодора            | Гргур           | -      | -    | -                      | -                   | -    | Марко Мрњавчевић   |

## Кнегиње

### Лазаревићи, (1371—1402)
| Слика | Име            | Отац           | Рођење   | Брак  | Постала владарка    | Престала да влада | Смрт               | Супружник          |
| ----- | -------------- | -------------- | -------- | ----- | ------------------- | ----------------- | ------------------ | ------------------ |
|       | Кнегиња Милица | Вратко Немањић | 1300-ете | 1353. | 2/4. децембар 1371. | 28. јун 1389.     | 11. новембар 1405. | Лазар Хребељановић |

## Деспотовина

### Мрњавчевићи, (1364—1371)
| Слика | Име               | Отац    | Рођење | Брак  | Постала владарка | Престала да влада      | Смрт        | Супружник          |
| ----- | ----------------- | ------- | ------ | ----- | ---------------- | ---------------------- | ----------- | ------------------ |
|       | Јелена Мрњавчевић | -       | -      | -     | 1364.            | август/септембар 1365. | -           | Вукашин Мрњавчевић |
|       | Јефимија          | Војихна | -      | 1364. | 1365.            | 26. септембар 1371.    | након 1404. | Угљеша Мрњавчевић  |

### Лазаревићи, (1402—1427)
| Слика | Име               | Отац                    | Рођење | Брак  | Постала владарка | Престала да влада | Смрт | Супружник        |
| ----- | ----------------- | ----------------------- | ------ | ----- | ---------------- | ----------------- | ---- | ---------------- |
|       | Јелена Гатилузијо | Франческо II Гатилузијо | -      | 1405. | 1405.            | 19. јул 1427.     | -    | Стефан Лазаревић |

### Бранковићи, (1427—1459)
| Слика | Име                       | Отац              | Рођење | Брак               | Постала владарка   | Престала да влада  | Смрт              | Супружник       |
| ----- | ------------------------- | ----------------- | ------ | ------------------ | ------------------ | ------------------ | ----------------- | --------------- |
|       | Јерина Бранковић          | Теодор Кантакузин | 1400.  | 26. децембар 1414. | 1427.              | 24. децембар 1456. | 2/3. мај 1457.    | Ђурађ Бранковић |
|       | Јелена Палеолог Бранковић | Тома Палеолог     | 1430.  | 1446.              | 24. децембар 1456. | 20. јануар 1458.   | 7. новембар 1473. | Лазар Бранковић |

### Котроманићи, (1459. година)
| Слика | Име              | Отац            | Рођење | Брак           | Постала владарка | Престала да влада | Смрт  | Супружник        |
| ----- | ---------------- | --------------- | ------ | -------------- | ---------------- | ----------------- | ----- | ---------------- |
|       | Јелена Бранковић | Лазар Бранковић | 1447.  | 1. април 1459. | 1. април 1459.   | 20. јун 1459.     | 1498. | Стефан Томашевић |

## Супруга Великог вожда

### Карађорђевић, (1804—1813)
| Слика | Име              | Отац             | Рођење          | Брак  | Постала владарка  | Престала да влада   | Смрт             | Супружник          |
| ----- | ---------------- | ---------------- | --------------- | ----- | ----------------- | ------------------- | ---------------- | ------------------ |
|       | Јелена Јовановић | Никола Јовановић | 1765. или 1771. | 1785. | 15. фебруар 1804. | 21. септембар 1813. | 9. фебруар 1842. | Карађорђе Петровић |

## Кнежевина Србија (нововековна)

### Обреновићи, (1815—1842)
| Слика | Име              | Отац                | Рођење          | Брак  | Пстала владарка   | Престала да влада | Смрт          | Супружник       |
| ----- | ---------------- | ------------------- | --------------- | ----- | ----------------- | ----------------- | ------------- | --------------- |
|       | Љубица Обреновић | Радосав Вукомановић | септембар 1788. | 1805. | 6. новембар 1817. | 25. јун 1839.     | 26. мај 1843. | Милош Обреновић |

### Карађорђевићи, (1842—1858)
| Слика | Име                  | Отац             | Рођење            | Брак         | Постала владарка    | Престала да влада | Смрт           | Супружник                      |
| ----- | -------------------- | ---------------- | ----------------- | ------------ | ------------------- | ----------------- | -------------- | ------------------------------ |
|       | Персида Карађорђевић | Јеврем Ненадовић | 15. фебруар 1813. | 1. јун 1830. | 14. септембар 1842. | 24. октобар 1858. | 29. март 1873. | Александар Карађорђевић (кнез) |

### Обреновићи, (1858—1882)
| Слика | Име                | Отац          | Рођење           | Брак              | Постала владарка    | Престала да влада | Смрт              | Супружник         |
| ----- | ------------------ | ------------- | ---------------- | ----------------- | ------------------- | ----------------- | ----------------- | ----------------- |
|       | Јулија Хуњади      | Ференц Хуњади | 26. август 1831. | 1. август 1853.   | 26. септембар 1860. | 10. јун 1868.     | 19. фебруар 1919. | Михаило Обреновић |
|       | Наталија Обреновић | Петар Кешко   | 15. мај 1859.    | 17. октобар 1875. | 17. октобар 1875.   | 6. март 1882.     | 8. мај 1941.      | Милан Обреновић   |

## Краљице Србије (нововековне)

### Обреновићи, (1882—1903)
| Слика | Име                | Отац                         | Рођење             | Брак              | Постала Владарка | Престала да влада | Смрт          | Супружник            |
| ----- | ------------------ | ---------------------------- | ------------------ | ----------------- | ---------------- | ----------------- | ------------- | -------------------- |
|       | Наталија Обреновић | Петар Кешко                  | 15. мај 1859.      | 17. октобар 1875. | 6. март 1882.    | 24. октобар 1888. | 8. мај 1941.  | Милан Обреновић      |
|       | Драга Машин        | Пантелија Милићевић Луњевица | 23. септебар 1861. | 5. август 1900.   | 5. август 1900.  | 11. јун 1903.     | 11. јун 1903. | Александар Обреновић |

### Карађорђевићи, (1903—1918)
- Ivana Karađorđević Radisavljević

## Краљице Срба, Хрвата и Словенаца

### Карађорђевићи, (1918—1929)
| Слика | Име                 | Отац               | Рођење          | Брак         | Постала Владарка | Престала да влада | Смрт          | Супружник                 |
| ----- | ------------------- | ------------------ | --------------- | ------------ | ---------------- | ----------------- | ------------- | ------------------------- |
|       | Марија Карађорђевић | Фердинанд Румунски | 6. јануар 1900. | 8. јун 1922. | 8. јун 1922.     | 6. јануар 1929.   | 22. јун 1961. | Александар I Карађорђевић |

## Краљице Југославије

### Карађорђевићи, (1929—1945)
| Слика | Име                     | Отац               | Рођење          | Брак           | Постала владарка | Престала да влада | Смрт             | Супружник                 |
| ----- | ----------------------- | ------------------ | --------------- | -------------- | ---------------- | ----------------- | ---------------- | ------------------------- |
|       | Марија Карађорђевић     | Фердинанд Румунски | 6. јануар 1900. | 8. јун 1922.   | 6. јануар 1929.  | 9. октобар 1934.  | 22. јун 1961.    | Александар I Карађорђевић |
|       | Александра Карађорђевић | Александар Грчки   | 25. март 1921.  | 20. март 1944. | 20. март 1944.   | 9. новембар 1945. | 30. јануар 1993. | Петар II Карађорђевић     |